# ایلیا خرژانوفسکی
ایلیا آندریوویچ خِـرژانوفسکی (روسی: Илья́ Андре́евич Хржановский؛ زادهٔ ۱۱ اوت ۱۹۷۵) کارگردان فیلم، فیلم‌نامه‌نویس و تهیه‌کننده اهل روسیه است.
او دانش‌آموختهٔ مؤسسه سینمایی گراسیموف است.
از فیلم‌های او می‌توان به ۴ اشاره کرد.